# Deon McCaulay
Deon Lincoln McCaulay (ur. 20 września 1987 w Belize City) – belizeński piłkarz występujący na pozycji napastnika. Obecnie jest zawodnikiem amerykańskiego klubu Ginga Atlanta.

## Kariera
Karierę rozpoczął w drużynie Kremandala San Ignacio Cayo. W latach 2006–2007 grał w FC Belize. W 2007 roku reprezentował barwy Belize Defence Force FC. Rok później odszedł do kostarykańskiego Puntarenas FC. W latach 2008–2009 ponownie był zawodnikiem FC Belize. W 2009 roku stał się zawodnikiem Belize Defence Force FC, w którym występował dwa lata wcześniej. W latach 2009–2011 występował w hondurańskim klubie Deportes Savio. Następnie był zawodnikiem R.G. City Boys United, Belmopan Bandits FC, Atlanta Silverbacks, Verdes FC i Georgia Revolution FC. 3 listopada 2020 podpisał kontrakt z amerykańskim klubem Ginga Atlanta, który występuje w UPSL
Od 2007 roku jest reprezentantem swojego kraju. 15 czerwca 2011 zdobył hat-tricka w spotkaniu przeciwko reprezentacji Montserratu (5:2), które odbyło się w Couvie na Trynidadzie i Tobago.